# Lijst van evenhoevigen
Dit artikel geeft een complete lijst van alle levende en recent uitgestorven soorten in de orde der evenhoevigen (Artiodactyla).

## FamilieSuidae(Varkens)

### OnderfamilieSuinae
- Tribus Babyrousini (Babiroesa's)
  - Geslacht Babyrousa (Babiroesa's)
    - Babyrousa babyrussa (Gouden babiroesa)
    - Babyrousa bolabatuensis (Zuidoostelijke babiroesa)
    - Babyrousa celebensis (Noordelijke babiroesa)
    - Babyrousa togeanensis (Togianbabiroesa)
- Tribus Phacochoerini
  - Geslacht Phacochoerus (Knobbelzwijnen)
    - Phacochoerus aethiopicus (Woestijnknobbelzwijn)
    - Phacochoerus africanus (Knobbelzwijn)
- Tribus Potamochoerini
  - Geslacht Hylochoerus
    - Hylochoerus meinertzhageni (Reuzenboszwijn)

  - Geslacht Potamochoerus
    - Potamochoerus larvatus (Boszwijn)
    - Potamochoerus porcus (Penseelzwijn)
- Tribus Suini
  - Geslacht Sus (Echte zwijnen)
    - Sus ahoenobarbus
    - Sus barbatus (Baardzwijn)
    - Sus bucculentus (Vietnamees wrattenzwijn)
    - Sus cebifrons (Visayawrattenzwijn)
    - Sus celebensis (Celebeswrattenzijn)
    - Sus oliveri
    - Sus philippensis (Filipijns wrattenzwijn)
    - Sus salvanius (Dwergzwijn)
    - Sus scrofa (Wild zwijn)
    - Sus verrucosus (Javaans wrattenzwijn)

## FamilieTayassuidae(Pekari's)
- Geslacht Catagonus
  - Catagonus wagneri (Chacopekari)
- Geslacht Pecari
  - Pecari tajacu (Halsbandpekari)
  - Pecari maximus (Amazonereuzenpekari of reuzenbospekari)
- Geslacht Tayassu
  - Tayassu pecari (Witlippekari)

## FamilieHippopotamidae(Nijlpaarden)
- Geslacht Hexaprotodon
  - Hexaprotodon liberiensis (Dwergnijlpaard)
- Geslacht Hippopotamus
  - Hippopotamus amphibius (Nijlpaard)

## FamilieCamelidae(Kameelachtigen)
- Geslacht Camelus
  - Camelus bactrianus (Kameel)
  - Camelus dromedarius (Dromedaris)
- Geslacht Lama
  - Lama glama (Guanaco)
- Geslacht Vicugna
  - Vicugna vicugna (Vicuña)

## FamilieTragulidae(Dwergherten)
- Geslacht Hyemoschus
  - Hyemoschus aquaticus (Waterdwerghert)
- Geslacht Moschiola
  - Moschiola indica (Indiaas gevlekt dwerghert)
  - Moschiola kathygre (Geelgevlekt dwerghert)
  - Moschiola meminna (Klein gevlekt dwerghert)
- Geslacht Tragulus
  - Tragulus javanicus (Javaanse kleine kantjil)
  - Tragulus kanchil (Gewone kleine kantjil)
  - Tragulus napu (Grote kantjil)
  - Tragulus nigricans (Balabacdwerghert)
  - Tragulus versicolor
  - Tragulus williamsoni

## FamilieMoschidae(Muskusherten)
- Geslacht Moschus
  - Moschus anhuiensis
  - Moschus berezovskii (Oost-Chinees muskushert)
  - Moschus chrysogaster (Tibetaans muskushert)
  - Moschus cupreus
  - Moschus fuscus (Yunnanmuskushert)
  - Moschus leucogaster
  - Moschus moschiferus (Muskushert)

## FamilieCervidae(Herten)

### OnderfamilieCapreolinae
- Geslacht Alces (Elanden)
  - Alces alces (Euraziatische eland)
  - Alces americanus (Amerikaanse eland)
- Geslacht Blastocerus
  - Blastocerus dichotomus (Zuid-Amerikaans moerashert)
- Geslacht Capreolus
  - Capreolus capreolus (Ree)
  - Capreolus pygargus (Siberische ree)
- Geslacht Hippocamelus
  - Hippocamelus antisensis (Peruviaanse huemul)
  - Hippocamelus bisulcus (Chileense huemul)
- Geslacht Mazama
  - Mazama americana (Rood spieshert)
  - Mazama bororo
  - Mazama bricenii
  - Mazama chunyi (Dwergspieshert)
  - Mazama gouazoubira
  - Mazama nana
  - Mazama pandora
  - Mazama rufina (Rood spieshert)
  - Mazama temama
- Geslacht Odocoileus
  - Odocoileus hemionus (Muildierhert)
  - Odocoileus virginianus (Witstaarthert)
- Geslacht Ozotoceros
  - Ozotoceros bezoarticus (Pampahert)
- Geslacht Pudu
  - Pudu mephistophiles (Noordelijke poedoe)
  - Pudu pudu (Zuidelijke poedoe)
- Geslacht Rangifer
  - Rangifer tarandus (Rendier)

### OnderfamilieCervinae
- Geslacht Axis
  - Axis axis (Axishert)
  - Axis calamianensis (Calamianenhert)
  - Axis kuhlii (Baweanhert)
  - Axis porcinus (Zwijnshert)
- Geslacht Cervus
  - Cervus elaphus (Edelhert)
  - Cervus nippon (Sikahert)
- Geslacht Dama
  - Dama dama (Damhert)
- Geslacht Elaphodus
  - Elaphodus cephalophus (Kuifhert)
- Geslacht Elaphurus
  - Elaphurus davidianus (Pater-Davidshert)
- Geslacht Muntiacus
  - Muntiacus atherodes (Gele muntjak van Borneo)
  - Muntiacus crinifrons (Zwarte muntjak)
  - Muntiacus feae (Tibetmuntjak)
  - Muntiacus gongshanensis
  - Muntiacus muntjak (Muntjak)
  - Muntiacus puhoatensis
  - Muntiacus putaoensis
  - Muntiacus reevesi (Chinese muntjak)
  - Muntiacus rooseveltorum (Yunnanmuntjak)
  - Muntiacus truongsonensis (Bladmuntjak)
  - Muntiacus vuquangensis (Reuzenmuntjak)
- Geslacht Przewalskium
  - Przewalskium albirostris (Witliphert)
- Geslacht Rucervus
  - Rucervus duvaucelii (Barasingahert)
  - Rucervus eldii (Lierhert)
  - Rucervus schomburgki (Schomburgkhert)
- Geslacht Rusa
  - Rusa alfredi (Prins-Alfredhert)
  - Rusa marianna (Filipijnse sambar)
  - Rusa timorensis (Javaans hert)
  - Rusa unicolor (Sambar)

### OnderfamilieHydropotinae
- Geslacht Hydropotes
  - Hydropotes inermis (Waterree)

## FamilieAntilocapridae(Gaffelbok)
- Geslacht Antilocapra
  - Antilocapra americana (Gaffelbok)

## FamilieGiraffidae(Giraffes)
- Geslacht Giraffa
  - Giraffa camelopardalis (Noordelijke giraffe)
  - Giraffa giraffa (Zuidelijke giraffe)
  - Giraffa reticulata (Somalische giraffe)
  - Giraffa tippelskirchi (Masaigiraffe)
- Geslacht Okapia
  - Okapia johnstoni (Okapi)

## FamilieBovidae(Holhoornigen)

### OnderfamilieAepycerotinae(Impala)
- Geslacht Aepyceros
  - Aepyceros melampus (Impala)

### OnderfamilieAlcelaphinae
- Geslacht Alcelaphus
  - Alcelaphus buselaphus (Hartenbeest)
  - Alcelaphus caama
  - Alcelaphus lichtensteinii (Lichtensteins hartenbeest)
- Geslacht Beatragus
  - Beatragus hunteri (Hunters hartenbeest)
- Geslacht Connochaetes
  - Connochaetes gnou (Witstaartgnoe)
  - Connochaetes taurinus (Blauwe gnoe)
- Geslacht Damaliscus
  - Damaliscus korrigum
  - Damaliscus lunatus (Lierantilope)
  - Damaliscus pygargus (Bontebok)
  - Damaliscus superstes

### OnderfamilieAntilopinae
- Geslacht Ammodorcas
  - Ammodorcas clarkei (Lamagazelle)
- Geslacht Antidorcas
  - Antidorcas marsupialis (Springbok)
- Geslacht Antilope
  - Antilope cervicapra (Indische antilope)
- Geslacht Dorcatragus
  - Dorcatragus megalotis (Beira)
- Geslacht Eudorcas
  - Eudorcas rufifrons (Koringazelle)
  - Eudorcas rufina (Noord-Algerijnse gazelle)
  - Eudorcas thomsonii (Thomsongazelle)
- Geslacht Gazella
  - Gazella arabica (Farasangazelle)
  - Gazella bennettii (Indische gazelle)
  - Gazella cuvieri (Edmigazelle)
  - Gazella dorcas (Dorcasgazelle)
  - Gazella erlangeri
  - Gazella gazella (Berggazelle)
  - Gazella leptoceros (Duingazelle)
  - Gazella saudiya (Saudigazelle)
  - Gazella spekei (Spekes gazelle)
  - Gazella subgutturosa (Kropgazelle)
- Geslacht Litocranius
  - Litocranius walleri (Gerenoek)
- Geslacht Madoqua
  - Madoqua guentheri (Günthers dikdik)
  - Madoqua kirkii (Kirkdikdik)
  - Madoqua piacentinii (Zilverdikdik)
  - Madoqua saltiana (Saltdikdik)
- Geslacht Nanger
  - Nanger dama (Damagazelle)
  - Nanger granti (Grantgazelle)
  - Nanger soemmerringii (Soemmerringgazelle)
- Geslacht Neotragus
  - Neotragus batesi (Bates' dwergantilope)
  - Neotragus moschatus (Soeni)
  - Neotragus pygmaeus (Dwergantilope)
- Geslacht Oreotragus
  - Oreotragus oreotragus (Klipspringer)
- Geslacht Ourebia
  - Ourebia ourebi (Oribi)
- Geslacht Procapra
  - Procapra gutturosa (Mongoolse gazelle)
  - Procapra picticaudata (Tibetgazelle)
  - Procapra przewalskii (Chinese steppengazelle)
- Geslacht Raphicerus
  - Raphicerus campestris (Steenbokantilope)
  - Raphicerus melanotis (Grijsbok)
  - Raphicerus sharpei (Sharpes grijsbok)
- Geslacht Saiga
  - Saiga borealis
  - Saiga tatarica (Saiga)

### OnderfamilieBovinae
- Tribus Boselaphini
  - Geslacht Boselaphus
    - Boselaphus tragocamelus (Nijlgau)

  - Geslacht Tetracerus
    - Tetracerus quadricornis (Vierhoornantilope)
- Tribus Bovini
  - Geslacht Bison
    - Bison bison (Amerikaanse Bizon)
    - Bison bonasus (Wisent)

  - Geslacht Bos
    - Bos frontalis (Gaur)
    - Bos grunniens (Jak)
    - Bos javanicus (Banteng)
    - Bos sauveli (Kouprey)
    - Bos taurus (Rund) (inclusief "Pseudonovibos spiralis")

  - Geslacht Bubalus
    - Bubalus bubalis (Waterbuffel)
    - Bubalus depressicornis (Anoa)
    - Bubalus mindorensis (Tamaroe)
    - Bubalus quarlesi (Berganoa)

  - Geslacht Pseudoryx
    - Pseudoryx nghetinhensis (Saola)

  - Geslacht Syncerus
    - Syncerus caffer (Kafferbuffel)
- Tribus Tragelaphini
  - Geslacht Taurotragus
    - Taurotragus derbianus (Reuzenelandantilope)
    - Taurotragus oryx (Elandantilope)

  - Geslacht Tragelaphus
    - Tragelaphus angasii (Nyala)
    - Tragelaphus buxtoni (Bergnyala)
    - Tragelaphus eurycerus (Bongo)
    - Tragelaphus imberbis (Kleine koedoe)
    - Tragelaphus scriptus (Bosbok)
    - Tragelaphus spekii (Sitatoenga)
    - Tragelaphus strepsiceros (Grote koedoe)

### OnderfamilieCaprinae
- Geslacht Ammotragus
  - Ammotragus lervia (Manenschaap)
- Geslacht Arabitragus
  - Arabitragus jayakari (Arabische thargeit)
- Geslacht Budorcas
  - Budorcas taxicolor (Takin)
- Geslacht Capra
  - Capra caucasica (Kaukasische toer)
  - Capra falconeri (Schroefhoorngeit)
  - Capra hircus (Bezoargeit)
  - Capra ibex (Steenbok)
  - Capra nubiana (Nubische steenbok)
  - Capra pyrenaica (Spaanse steenbok)
  - Capra sibirica (Siberische steenbok)
  - Capra walie (Waliasteenbok)
- Geslacht Capricornis
  - Capricornis crispus (Japanse bosgems)
  - Capricornis milneedwardsii
  - Capricornis rubidus
  - Capricornis sumatraensis (Sumatraanse bosgems)
  - Capricornis swinhoei (Taiwanese bosgems)
  - Capricornis thar
- Geslacht Hemitragus
  - Hemitragus jemlahicus (Himalayathargeit)
- Geslacht Naemorhedus
  - Naemorhedus baileyi (Rode goral)
  - Naemorhedus caudatus
  - Naemorhedus goral (Himalaya goral)
  - Naemorhedus griseus
- Geslacht Nilgiritragus
  - Nilgiritragus hylocrius (Nilgirithargeit)
- Geslacht Oreamnos
  - Oreamnos americanus (Sneeuwgeit)
- Geslacht Ovibos
  - Ovibos moschatus (Muskusos)
- Geslacht Ovis
  - Ovis ammon (Wild schaap)
  - Ovis aries (Aziatische moeflon)
  - Ovis canadensis (Dikhoornschaap)
  - Ovis dalli (Dalls schaap)
  - Ovis nivicola (Siberisch sneeuwschaap)
- Geslacht Pantholops
  - Pantholops hodgsonii (Tibetaanse antilope)
- Geslacht Pseudois
  - Pseudois nayaur (Blauwschaap)
  - Pseudois schaeferi (Sichuanbharal)
- Geslacht Rupicapra
  - Rupicapra pyrenaica (Pyrenese gems)
  - Rupicapra rupicapra (Gems)

### OnderfamilieCephalophinae(Duikers)
- Geslacht Cephalophus
  - Cephalophus adersi (Aders' duiker)
  - Cephalophus brookei
  - Cephalophus callipygus
  - Cephalophus dorsalis (Zwartrugduiker)
  - Cephalophus jentinki (Jentinkduiker)
  - Cephalophus leucogaster (Witbuikduiker)
  - Cephalophus natalensis (Rode duiker)
  - Cephalophus niger (Zwarte duiker)
  - Cephalophus nigrifrons (Zwartvoorhoofdduiker)
  - Cephalophus ogilbiyi
  - Cephalophus rufilatus (Blauwrugduiker)
  - Cephalophus silvicultor (Geelrugduiker)
  - Cephalophus spadix (Abbotts duiker)
  - Cephalophus weynsi
  - Cephalophus zebra (Zebraduiker)
- Geslacht Philantomba
  - Philantomba maxwellii (Maxwells duiker)
  - Philantomba monticola (Blauwe duiker)
  - Philantomba walteri (Walters duiker)
- Geslacht Sylvicapra
  - Sylvicapra grimmia (Gewone duiker)

### OnderfamilieHippotraginae
- Geslacht Addax
  - Addax nasomaculatus (Addax)
- Geslacht Hippotragus
  - Hippotragus equinus (Paardantilope)
  - Hippotragus leucophaeus (Blauwbok)
  - Hippotragus niger (Zwarte paardantilope)
- Geslacht Oryx
  - Oryx beisa (Beisa)
  - Oryx dammah (Algazel)
  - Oryx gazella (Gemsbok)
  - Oryx leucoryx (Arabische oryx)

### OnderfamilieReduncinae
- Tribus Peleini
  - Geslacht Pelea
    - Pelea capreolus (Reebokantilope)
- Tribus Reduncini
  - Geslacht Kobus
    - Kobus anselli
    - Kobus ellipsiprymnus (Waterbok)
    - Kobus kob (Kob)
    - Kobus leche (Litschiewaterbok)
    - Kobus megaceros (Nijlantilope)
    - Kobus vardonii (Poekoe)

  - Geslacht Redunca
    - Redunca arundinum (Grote rietbok)
    - Redunca fulvorufula (Bergrietbok)
    - Redunca redunca (Bohorrietbok)